# 楚原
楚原（英語：Chor Yuen，1933年10月8日—2022年2月21日），原名張寶堅（英語：Cheung Po-kin），祖籍廣東梅縣，香港男導演、編劇和演員。楚原於1950年代入行，初期以拍攝粵語片為主，其電影產量眾多，題材豐富多樣，除以通俗劇為綱的文藝片外，亦有拍攝喜劇片、懸疑片、歌舞片、俠盜偵探片，乃至重視寫實的家庭倫理片等電影。1960年代末，粵語片式微，楚原遂自1970年代起投身於國語片拍攝，並始涉足武俠片，尤擅改編古龍武俠小說，曾連同邵氏電影公司另外三位同樣擅於拍攝古裝或武俠片的名導演李翰祥、胡金銓、張徹合稱「四大帥」或「邵氏四大導演」。1973年，楚原執導粵語港產片《七十二家房客》，並復興了香港粵語電影的製作。在1980至1990年代，楚原亦有執導不同類型題材的港產片，並曾參與影視演出。
2000年代起，楚原逐漸淡出影視界。楚原畢生執導近130齣電影，對香港電影發展貢獻重大、影響深遠。1998年及2018年，楚原分別獲頒第17屆香港電影金像獎專業精神獎及第37届香港電影金像獎終身成就獎，以示表揚及致敬。其父親是粵語片及電視劇演員張活游，楚原妻子則是粵劇及影視演員南紅。

## 生平

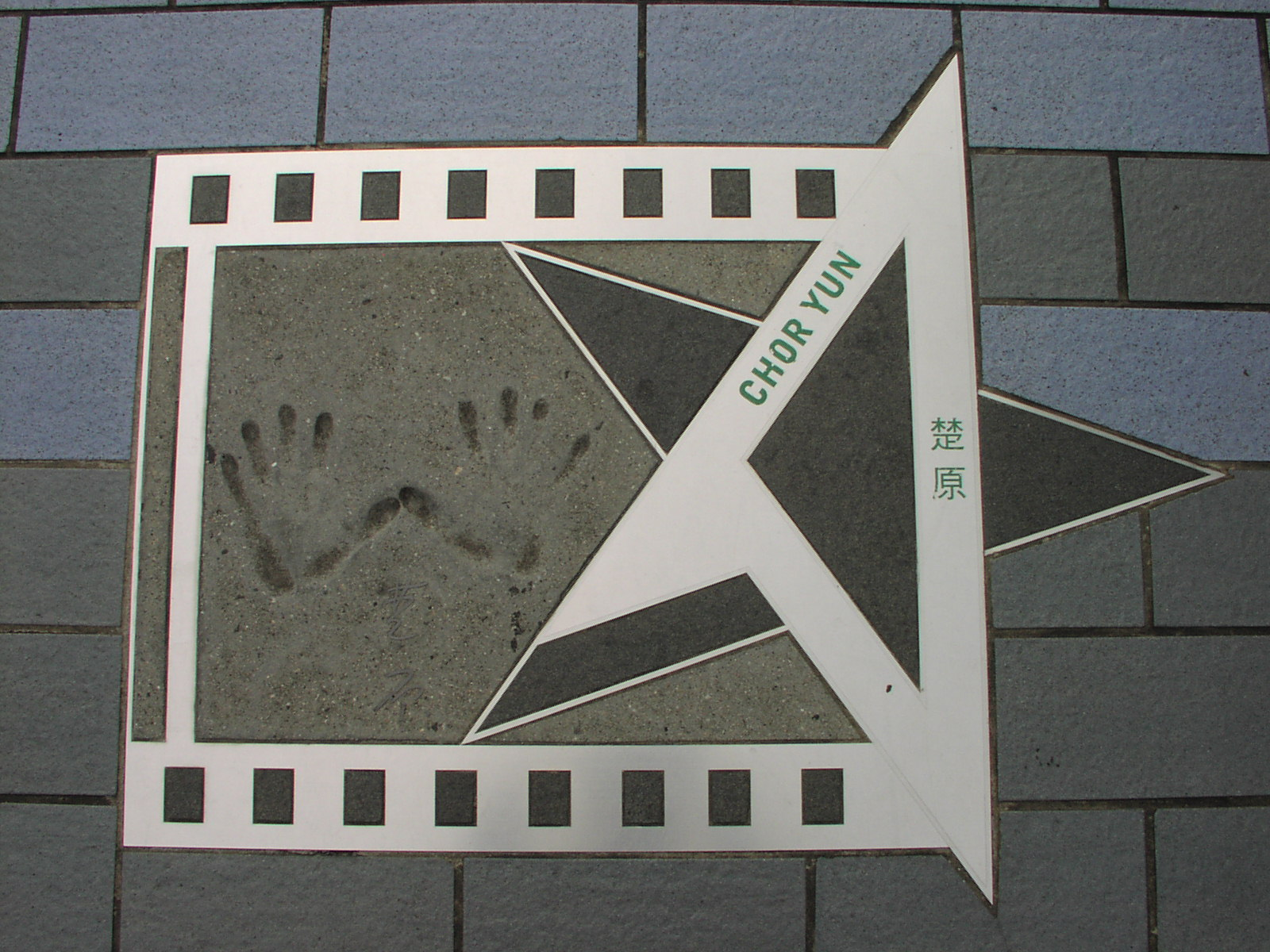
位於尖沙咀舊星光大道上的楚原掌印

楚原生於廣州一所婦孺醫院，早年居住在位於廣東省西關荔灣區十六甫西二巷的洋樓，父親是粵語片演員張活游，姊姊（父親收養的）張玉珍是廣東省市粵劇團花旦（1958年改組後調入廣東粵劇院第三團），對下尚有一名經商的弟弟，姐夫是廣東粵劇名家葉兆柏。楚原就讀小學六年級時擔任校內遊藝組組長，經常時在校內演出話劇。1954年，楚原首度參演電影，於由吳回執導的電影《芸娘》中客串演出。其後，楚原肄業於中山大学化学系，1955年因胃潰瘍而來到香港就醫，結果留在香港工作。1956年受父親影響下，以及唸中學時受1949年由桑弧執導的中華民國大陸時期電影《哀樂中年》所感動，對電影製作產生興趣，繼而投身粵語電影製作。初年跟隨導演吳回和光藝製片公司的導演秦劍，任副導演，同時擔任編劇，筆名秦雨，別號「張寶仔」創作劇本，首部由其編劇的電影作品是1956年由吳回執導的粵語片《一片飛花》，同年楚原又協助吳回執導《寶蓮燈》。楚原曾在2018年5月6日的電台訪問節目中說，「楚原」這個藝名，是他自己在字典中選出來的兩個字合成；而其入室弟子是馮淬帆。1957年，楚原協助秦劍拍攝《血染相思谷》；其後協助陳文執導《唐山阿嫂》，並出任編劇；同年再協助秦劍拍攝《椰林月》，此三片均由光藝製片公司出品，合稱「南洋三部曲」。1958年，楚原再協助秦劍拍攝《紫薇園的秋天》，同年楚原自任導演開拍《湖畔草》。到了1960年為父親張活游、吳回以及白燕合組的「山聯影業公司」編寫劇本及開拍電影，1962年跟南紅一同經營「玫瑰影業公司」，創業作為《含淚的玫瑰》。
在1960年代末期，粵語電影衰落時，楚原已經擔任過70餘部粵語電影的導演。當中，1960年由他執導的《可憐天下父母心》和日後的導演作品大多能替電影公司賺錢。其1966年作品《黑玫瑰與黑玫瑰》則是香港首齣彩色粵語片。由於粵語片衰落，楚原在1968年獲國泰公司負責人楊曼怡邀請加盟，1970年開始編導國語片，包括其個人編導的第一部武俠片《龍沐香》，後在1970年加盟邵氏使他打響名號。1973年，楚原改編戰前話劇拍成邵氏首部粵語喜劇片《七十二家房客》，諷刺社會的題材內容使電影刷新了香港票房紀錄，成为当年的香港电影票房冠军，更使粵語電影在香港再次復興，助長了粵語電影在香港的發展。1976年起楚原把古龍武俠小說改編成電影，例如《流星·蝴蝶·劍》、《多情劍客無情劍》和《三少爺的劍》，一直到1980年代為止。其中《三少爺的劍》楚原順利捧紅了當時新人、現為導演的爾冬陞。1979年憑《孔雀王朝》获第25届亚洲影展最佳动作片导演奖。
自1980年代起楚原減少執導工作，1984年11月約滿邵氏兄弟後（《替槍老豆》為完成4年基本合約的告別作），改為自立門戶，與美國電影機構洽談合組電影公司，同年12月與朋友合組「曆高製作有限公司」。雖然他與邵氏的死約屆滿，另一方面仍需要履行餘下3年生約，故此他於1987年末才結束雙方合作關係。楚原往後多任演員，其中他在1985年電影《警察故事》及1988年電影《警察故事續集》中飾演反派角色朱滔，與片中主演成龍有對手戲。1985年憑電影《雪兒》「戴家樂」一角入圍競逐第4屆香港電影金像獎最佳男配角。為了一圓參演長篇電視劇集的願望，他於1991年加入無綫電視，曾參演處境劇《卡拉屋企》的「白頭佬」黃家景、《真情》中的「拿督」歸齡高，以及《西遊記》及《西遊記（貳）》中的如來佛祖等角色均深入民心。此外，楚原亦有為無綫電視擔任過節目主持。
1998年第17届香港电影金像奖中，楚原获颁专业精神奖。約在2012年，有指家人發現他反應遲緩，求醫後證實患上早期腦退化症，需要靠藥物、運動控制病情。2014年，南紅在車淑梅主持的電台節目《舊日的足跡》中澄清楚原沒有患上腦退化症。楚原向來不回應謠言，令謠傳不脛而走。2018年，第37屆香港電影金像獎向楚原頒發終身成就獎。楚原發表獲獎演說時透露，他在邵氏電影公司執導多部票房不濟的電影後曾計劃改編金庸武俠小說《天龍八部》為電影，但被方逸華以可能虧蝕為由，在開鏡前一天撕走通告不讓開拍，並在辦公室教訓楚原「根本不懂電影藝術」。楚原在獲獎演說中發表了不少「金句」，獲香港電影金像獎現場觀眾乃至不少香港市民及網民讚譽。
2022年2月21日上午，楚原感到不適，送院留醫2小時後在中午病逝，享壽87歲。翌日，楚原兒子張詩樂發悼文，表示楚原遺願一切從簡，喪禮乃採私人形式，由家人閉門憑弔。
為悼念楚原，無綫電視翡翠台以《歡聲淚影送別電影宗師 楚原》名義，於2022年2月26日重播由其執導的1976年香港電影《流星·蝴蝶·劍》，後於2月27日重播其執導的成名作、1960年粵語片《可憐天下父母心》。
2024年，楚原成為第18屆鮮浪潮焦點影人，其電影回顧展於同年7月26日至8月18日假百老匯電影中心舉行。

## 個人生活
楚原1967年11月29日與粵劇演員南紅結婚，當時由胞弟張寶榮任伴郎，誼妹盧小姐任伴娘。張氏伉儷婚後育有一子張詩樂。張詩樂已入籍美國多年，曾出演1973年電影《七十二家房客》，在片中飾演「福仔」一角。楚原並沒有入籍外國，因他表示自己愛香港，也因為他認為移民外地會失去工作機會，所以不選擇放棄中國國籍。
楚原於1987年曾與南紅、李奇峰、周則鳴等人作個人投資，集資興建美國紐約市唐人街東百老匯大街一所東部商業大廈。

## 執導及參與演出作品
*以下列表記錄楚原執導及演出過的電影及劇集作品，若有遺漏，請協助補充相關資料。

### 電影導演
| 年份   | 作品                 | 主演                                                           | 備註 |
| 1956年 | 《寶蓮燈》           | 紫羅蓮、梅綺、張活游                                           | 吳回執導，楚原任副導演 |
| 1957年 | 《血染相思谷》       | 謝賢、嘉玲、姜中平、江雪                                       | 光藝「南洋三部曲」之一；秦劍執導，楚原任副導演 |
| 1957年 | 《唐山阿嫂》         | 謝賢、嘉玲、姜中平、南紅                                       | 光藝「南洋三部曲」之二；陳文執導，楚原任副導演及負責編劇 |
| 1957年 | 《椰林月》           | 謝賢、嘉玲、姜中平、南紅                                       | 光藝「南洋三部曲」之三；與秦劍（本片使用筆名「陳情」）共同執導 |
| 1957年 | 《九九九海灘命案》   | 嘉玲、謝賢                                                     | 陳文導演，楚原任執行導演 |
| 1958年 | 《紫薇園的秋天》     | 白燕、張活游、容小意、吳楚帆                                   | 秦劍執導，楚原任副導演及負責編劇 |
| 1959年 | 《湖畔草》           | 嘉玲、南紅、謝賢                                               | 楚原首齣自導電影 |
| 1959年 | 《風雨幽蘭》         | 謝賢、南紅、江雪                                               | |
| 1960年 | 《秋風殘葉》         | 謝賢、嘉玲                                                     | |
| 1960年 | 《可憐天下父母心》   | 白燕、張活游、楚原                                             | |
| 1961年 | 《夜半幽靈》         | 謝賢、胡楓、嘉玲                                               | |
| 1961年 | 《情天未老》         | 謝賢、南紅                                                     | |
| 1962年 | 《孽海遺恨上集》     | 白燕、張活游、南紅、黃曼梨                                     | |
| 1962年 | 《孽海遺恨下集》     | 白燕、張活游、南紅、黃曼梨                                     | |
| 1962年 | 《清明時節》         | 謝賢、嘉玲                                                     | |
| 1962年 | 《患難真情》         | 謝賢、南紅                                                     | |
| 1963年 | 《含淚的玫瑰》       | 謝賢、南紅、胡楓                                               | |
| 1963年 | 《情之所鍾》         | 謝賢、南紅、江雪                                               | |
| 1963年 | 《昨夜夢魂中》       | 南紅、周驄、吳回                                               | |
| 1964年 | 《瘋婦》             | 黃曼梨、白燕、張活游、盧敦                                     | |
| 1964年 | 《大丈夫日記》       | 丁瑩、張英才、林彬                                             | |
| 1964年 | 《情海幽蘭》         | 南紅、胡楓、陳寶珠                                             | |
| 1964年 | 《魂斷奈何天》       | 白茵、江漢                                                     | |
| 1964年 | 《糊塗太太》         | 南紅、張英才、張清                                             | |
| 1964年 | 《死亡角之夜》       | 江雪、謝賢                                                     | |
| 1964年 | 《高處不勝寒》       | 南紅、張瑛、張活游                                             | |
| 1964年 | 《大丈夫日記下集》   | 南紅、張英才                                                   | |
| 1964年 | 《滿堂吉慶》         | 粵語片群星                                                     | 義拍片 由盧敦、吳回、李鐵、李晨風、胡鵬、秦劍、珠璣、凌雲、陳文、莫康時、陳皮、陳雲、陳烈品、黃鶴聲、黃岱、馮峰、馮志剛、楚原、楊工良、蔡昌、蔣偉光、盧雨岐、龍圖合導 |
| 1965年 | 《情海茫茫》         | 謝賢、南紅                                                     | |
| 1965年 | 《相思湖畔》         | 謝賢、江雪                                                     | |
| 1965年 | 《黑玫瑰》           | 南紅、陳寶珠、謝賢、李鵬飛、司馬華龍                           | 「黑玫瑰」系列片集之一 |
| 1965年 | 《春怨》             | 嘉玲、謝賢                                                     | |
| 1965年 | 《罪人上集》         | 胡楓、南紅、張瑛                                               | |
| 1965年 | 《罪人下集》         | 胡楓、南紅、張瑛                                               | |
| 1965年 | 《蜜月》             | 南紅、江漢、上官筠慧、姜中平                                   | |
| 1965年 | 《丈夫的秘密》       | 謝賢、嘉玲                                                     | |
| 1965年 | 《原來我負卿》       | 嘉玲、謝賢、張活游                                             | |
| 1965年 | 《化身情人》         | 南紅、張英才                                                   | |
| 1965年 | 《情海金枝》         | 南紅、胡楓                                                     | |
| 1965年 | 《春殘花未落》       | 南紅、謝賢、黃曼梨                                             | |
| 1965年 | 《情天劫》           | 丁瑩、朱江                                                     | |
| 1966年 | 《我愛紫羅蘭》       | 呂奇、文蘭                                                     | |
| 1966年 | 《黑玫瑰與黑玫瑰》   | 南紅、謝賢、陳寶珠、張活游                                     | 1965年電影《黑玫瑰》之續集，「黑玫瑰」系列片集之二 |
| 1966年 | 《小康之家》         | 南紅、丁瑩、呂奇                                               | |
| 1966年 | 《問君能有幾多愁》   | 江漢、白茵                                                     | |
| 1966年 | 《神秘的血案》       | 南紅、張英才                                                   | |
| 1966年 | 《親情深似海》       | 南紅、胡楓                                                     | |
| 1966年 | 《殘花淚》           | 南紅、周驄                                                     | |
| 1966年 | 《遺產一百萬》       | 謝賢、江雪                                                     | |
| 1966年 | 《賊美人》           | 謝賢、江雪                                                     | |
| 1967年 | 《藍色夜總會》       | 謝賢、江雪、龍剛                                               | |
| 1967年 | 《鐵膽恩仇》         | 謝賢、嘉玲、李清                                               | |
| 1967年 | 《死亡通行證》       | 陳寶珠、張儀、梁醒波                                           | |
| 1967年 | 《鑽石大劫案》       | 謝賢、蕭芳芳                                                   | |
| 1967年 | 《玉女神偷》         | 蕭芳芳、呂奇、梁醒波                                           | |
| 1967年 | 《少女情》           | 南紅、蕭芳芳、朱江、曾江                                       | |
| 1967年 | 《紅花俠盜》         | 謝賢、南紅、張活游、李鵬飛、馮淬帆、楚原                       | 「黑玫瑰」系列片集之三 |
| 1967年 | 《嬌妻》             | 南紅、胡楓                                                     | |
| 1968年 | 《玉女痴情》         | 陳寶珠、胡楓                                                   | |
| 1968年 | 《紫色風雨夜》       | 謝賢、南紅、蕭芳芳、曾江                                       | |
| 1968年 | 《冬戀》             | 謝賢、蕭芳芳、王愛明                                           | |
| 1968年 | 《青春戀歌》         | 謝賢、蕭芳芳、周驄                                             | |
| 1968年 | 《玉女添丁》         | 陳寶珠、呂奇、方心                                             | |
| 1969年 | 《冷暖青春》         | 南紅、曾江、朱江、方心                                         | 兼任監製 |
| 1969年 | 《聰明太太笨丈夫》   | 張清、南紅                                                     | 兼任製片 |
| 1969年 | 《浪子》             | 謝賢、尹芳玲                                                   | |
| 1970年 | 《玉樓春夢》         | 陳曼玲、楊群                                                   | |
| 1970年 | 《火鳥第一號》       | 陳曼玲、張沖                                                   | |
| 1970年 | 《龍沐香》           | 陳曼玲、高遠                                                   | |
| 1970年 | 《錄音機情殺案》     | 張沖、南紅                                                     | |
| 1970年 | 《我不要離婚》       | 陳思思、張沖                                                   | |
| 1971年 | 《火併》             | 凌波、汪萍、金漢                                               | |
| 1971年 | 《一劍勾魂》         | 陳思思、田青                                                   | |
| 1971年 | 《大殺手》           | 李菁、金漢                                                     | |
| 1972年 | 《愛奴》             | 何莉莉、岳華、貝蒂                                             | |
| 1972年 | 《壁虎》             | 陳寶珠、岳華                                                   | |
| 1973年 | 《煙雨斜陽》         | 唐寶雲、湯蘭花、柯俊雄                                         | |
| 1973年 | 《七十二家房客》     | 岳華、井莉、田青、胡錦、沈殿霞、何守信、劉一帆                 | |
| 1973年 | 《土匪》             | 岳華、施思、陳鴻烈                                             | |
| 1973年 | 《小雜種》           | 宗華、李麗麗、劉丹                                             | |
| 1974年 | 《舞衣》             | 何莉莉、岳華、凌雲、井莉                                       | 楚原兼為本片國語插曲〈昨夜淚痕〉填詞，該曲由顧嘉煇作曲、葉麗儀主唱 |
| 1974年 | 《朱門怨》           | 李菁、凌雲、井淼、盧宛茵、吳浣儀、程可為、蘇杏璇、伍衛國、杜平 | |
| 1974年 | 《香港73》           | 岳華、井莉                                                     | |
| 1975年 | 《新啼笑因緣》       | 井莉、宗華、馮淬帆、李菁、施思                                 | |
| 1975年 | 《大劫案》           | 陳觀泰、凌雲、岳華                                             | |
| 1976年 | 《流星·蝴蝶·劍》     | 宗華、陳萍、王鍾、岳華                                         | |
| 1976年 | 《五毒天羅》         | 岳華、井莉、羅烈                                               | |
| 1976年 | 《辭郎洲》           | 蕭南英、丁敏                                                   | |
| 1976年 | 《天涯明月刀》       | 狄龍、羅烈、井莉                                               | |
| 1977年 | 《明月刀雪夜殲仇》   | 狄龍、劉永                                                     | |
| 1977年 | 《楚留香》           | 田青、狄龍、岳華、苗可秀                                       | |
| 1977年 | 《白玉老虎》         | 狄龍、蕭瑤、施思                                               | |
| 1977年 | 《三少爺的劍》       | 凌雲、陳萍、爾冬陞                                             | |
| 1977年 | 《多情劍客無情劍》   | 狄龍、井莉、爾冬陞、余安安                                     | |
| 1978年 | 《綉花大盜》         | 劉永、岳華                                                     | |
| 1978年 | 《倚天屠龍記》       | 爾冬陞、余安安、羅烈                                           | |
| 1978年 | 《倚天屠龍記大結局》 | 爾冬陞、余安安、井莉                                           | |
| 1978年 | 《蕭十一郎》         | 狄龍、井莉、李麗麗                                             | |
| 1978年 | 《蝙蝠傳奇》         | 狄龍、岳華                                                     | |
| 1979年 | 《圓月彎刀》         | 爾冬陞、汪明荃                                                 | |
| 1979年 | 《小樓殘夢》         | 井莉、凌雲                                                     | 1974年拍攝、1979年上映 |
| 1979年 | 《絕代雙驕》         | 傅聲、伍衛國、文雪兒                                           | |
| 1979年 | 《孔雀王朝》         | 姜大衛、井莉                                                   | 獲第25屆亞洲影展最佳動作片導演 |
| 1980年 | 《無翼蝙蝠》         | 井莉、爾冬陞、歐陽佩珊                                         | |
| 1980年 | 《碟仙》之陰靈       | 井莉、凌雲、林珍奇                                             | 楚原執導該片陰靈單元，另一單元碟仙由牟敦芾執導 |
| 1980年 | 《英雄無淚》         | 林正英、高雄                                                   | |
| 1980年 | 《插翅難飛》         | 狄龍、白彪、井莉                                               | |
| 1981年 | 《黑蜥蜴》           | 爾冬陞、潘冰嫦                                                 | |
| 1981年 | 《魔劍俠情》         | 井莉、狄龍、傅聲                                               | 楚原執導的第100齣電影 |
| 1981年 | 《陸小鳳之決戰前後》 | 劉永、岳華、白彪                                               | |
| 1981年 | 《書劍恩仇錄》       | 狄龍、白彪                                                     | |
| 1982年 | 《楚留香之幽靈山莊》 | 狄龍、羅烈、戴良純                                             | |
| 1982年 | 《浣花洗劍》         | 岳華、羅烈、劉永                                               | |
| 1983年 | 《妖魂》             | 莫少聰、翁靜晶                                                 | |
| 1983年 | 《日劫》             | 爾冬陞、鍾楚紅                                                 | |
| 1983年 | 《大俠沈勝衣》       | 狄龍、井莉                                                     | |
| 1983年 | 《瘋狂83》           | 陳全、李我                                                     | |
| 1984年 | 《魔殿屠龍》         | 爾冬陞、狄龍、鍾楚紅                                           | |
| 1984年 | 《愛奴新傳》         | 余安安、胡冠珍、萬梓良、張國柱                                 | |
| 1985年 | 《花心紅杏》         | 鍾楚紅、梁朝偉、夏文汐                                         | |
| 1985年 | 《替槍老豆》         | 萬梓良、夏文汐                                                 | |
| 1986年 | 《偶然》             | 梅艷芳、張國榮、葉童、王祖賢、朱江                             | |
| 1987年 | 《良宵花弄月》       | 呂良偉、龔慈恩、梁韻蕊                                         | |
| 1988年 | 《大丈夫日記》       | 周潤發、王祖賢、葉蒨文                                         | |
| 1990年 | 《血在風上》         | 李子雄、陳玉蓮                                                 | |
| 1990年 | 《李香君》           | 紅線女、羅家寶                                                 | |
| 1990年 | 《小偷阿星》         | 周星馳、胡慧中、陳觀泰                                         | |

### 電影演出
| 年份   | 作品                               | 角色                  | 備註                                |
| 1954年 | 《芸娘》                           | 森仔成年              |                                     |
| 1960年 | 《可憐天下父母心》                 | 杜國雄                |                                     |
| 1964年 | 《瘋婦》                           |                       | 敘事者                              |
| 1966年 | 《黑玫瑰與黑玫瑰》                 |                       | 敘事者                              |
| 1969年 | 《冷暖青春》                       |                       | 敘事者                              |
| 1973年 | 《牛鬼蛇神》                       | 軍人                  |                                     |
| 1973年 | 《七十二家房客》                   | 賊仔                  |                                     |
| 1973年 | 《李小龍的生與死》                 |                       |                                     |
| 1983年 | 《叔侄‧縮窒》                      |                       |                                     |
| 1984年 | 《雪兒》                           | 戴家樂                | 獲第4屆香港電影金像獎最佳男配角提名 |
| 1985年 | 《花心紅杏》                       | 大滾友                |                                     |
| 1985年 | 《警察故事》                       | 朱滔                  |                                     |
| 1985年 | 《天使出更》                       | 院長                  |                                     |
| 1985年 | 《錯點鴛鴦》                       | 律師                  | 客串                                |
| 1986年 | 《原振俠與衛斯理》                 | 楚博士                |                                     |
| 1986年 | 《茅山學堂》                       |                       |                                     |
| 1987年 | 《爛賭英雄》                       | 賭王江大新            |                                     |
| 1987年 | 《神奇兩女俠》                     |                       |                                     |
| 1988年 | 《暴風女》                         | 探長文朝              |                                     |
| 1988年 | 《烈血風雲》                       | 大哥                  |                                     |
| 1988年 | 《殺出香港》                       |                       |                                     |
| 1988年 | 《警察故事續集》                   | 朱滔                  |                                     |
| 1989年 | 《關人鬼事》                       |                       |                                     |
| 1989年 | 《奇蹟》                           |                       |                                     |
| 1989年 | 《小小小警察》                     | 吳系人                | 客串                                |
| 1989年 | 《威龍奇兵》                       |                       |                                     |
| 1990年 | 《小鬼大哥大》                     |                       |                                     |
| 1991年 | 《豪門夜宴》                       | 小智夢中出現人物-賓客 | 客串                                |
| 1991年 | 《猛鬼狐狸精》                     | 富翁                  |                                     |
| 1992年 | 《雙龍會》                         | 唐心之父              |                                     |
| 1992年 | 《羣星會》                         | 申先生／伸直腳也      | 無綫電視電視電影                    |
| 1993年 | 《千面天王》                       | 黎Sir                 |                                     |
| 1993年 | 《新難兄難弟》                     | 屈臣氏                | 客串                                |
| 1993年 | 《劉德華音樂電影之波多黎各的童話》 | 富商                  |                                     |
| 1994年 | 《清官難審》                       | 吳大光                |                                     |
| 1995年 | 《霹靂火》                         | 陳鎮東                |                                     |
| 1995年 | 《香江花月夜》                     |                       |                                     |
| 1997年 | 《精裝難兄難弟》                   | 電影之神              |                                     |
| 1999年 | 《電影鴨》                         | 石皮                  |                                     |
| 2001年 | 《玉女添丁》                       | 張寶堅                | 客串                                |

### 電視劇演出（香港電台）
| 年份   | 作品         | 角色 | 備註 |
| 1985年 | 《香江歲月》 | 宋商 |      |

### 電視劇演出（無綫電視）
| 年份           | 作品               | 角色       | 備註                               |
| 1991年至1992年 | 《卡拉屋企》       | 黃家景     | 白頭佬                             |
| 1993年         | 《大頭綠衣鬥殭屍》 | 張可以     |                                    |
| 1993年         | 《九彩霸王花》     | 廖劍輝     | 輝sir，楊老圍警察                  |
| 1993年         | 《精靈酒店》       | 老精靈     |                                    |
| 1994年         | 《婚姻物語》       | 連 長      |                                    |
| 1994年         | 《笑看風雲》       | 唐日深     | （第3集）                          |
| 1995年         | 《前世冤家》       | 廖 燦      |                                    |
| 1995年         | 《大捕快》         | 貝蒙多     | 於1994年海外發行，1995年翡翠台播映 |
| 1995年         | 《真情》           | 歸齡高     | 為此劇演出至1999年                 |
| 1995年         | 《壹號皇庭IV》     | 程樂天     |                                    |
| 1996年         | 《殭屍福星》       | 任鶴年     |                                    |
| 1996年         | 《西遊記》         | 如來佛祖   |                                    |
| 1997年         | 《壹號皇庭V》      | 程樂天     |                                    |
| 1997年         | 《美味天王》       | 余有寶     |                                    |
| 1997年         | 《真命天師》       | 妙道士     | 莫名其妙道士                       |
| 1998年         | 《陀槍師姐》       | 程守忠     |                                    |
| 1998年         | 《林世榮》         | 魯保長     |                                    |
| 1998年         | 《西遊記（貳）》   | 如來佛祖   |                                    |
| 1998年         | 《生命有TAKE2》    | 麥志偉     | 於1998年海外發行，2000年翡翠台播映 |
| 1998年         | 《掃黃先鋒》       | 楊波       |                                    |
| 1999年         | 《全院滿座》       | 程思齊     |                                    |
| 1999年         | 《無業樓民》       | 凌波       |                                    |
| 1999年         | 《創世紀》         | Father Lam | （第1、2集）                       |
| 2000年         | 《夢想成真》       | 王喜慶     |                                    |
| 2000年         | 《陀槍師姐II》     | 程守忠     |                                    |
| 2000年         | 《金裝四大才子》   | 沈周       |                                    |
| 2000年         | 《男親女愛》       | 夏浪       | （第14、17、19、20、70集）         |
| 2001年         | 《陀槍師姐III》    | 程守忠     |                                    |
| 2001年         | 《尋秦記》         | 王Sir      | （第1集）                          |
| 2002年         | 《法網伊人》       | 沈喬       |                                    |
| 2004年         | 《陀槍師姐IV》     | 程守忠     |                                    |

## 電影編劇
- 1956年 《一片飛花》
- 1956年 《勾魂使者》
- 1956年 《七重天》
- 1957年 《妃海花》
- 1957年 《捉姦記》
- 1957年 《唐山阿嫂》
- 1958年
- 1958年 《紫薇園的秋天》
- 1959年 《湖畔草》
- 1960年 《秋風殘葉》
- 1960年 《可憐天下父母心》
- 1961年 《情天未老》
- 1961年 《夜半幽靈》
- 1961年 《紐約唐人街碎屍案》
- 1962年 《患難真情》
- 1963年 《含淚的玫瑰》
- 1963年 《情之所鍾》
- 1964年 《瘋婦》
- 1964年 《糊塗太太》
- 1964年 《大丈夫日記》
- 1964年 《大丈夫日記下集》
- 1964年 《情海幽蘭》
- 1964年 《高處不勝寒》
- 1965年 《情海金枝》
- 1967年 《嬌妻》
- 1968年 《玉女痴情》
- 1968年 《青春戀歌》
- 1968年 《玉女添丁》
- 1969年 《冷暖青春》
- 1969年 《聰明太太笨丈夫》
- 1970年 《我不要離婚》
- 1970年 《玉樓春夢》
- 1970年 《火鳥第一號》
- 1970年 《龍沐香》
- 1970年 《錄音機情殺案》
- 1972年 《壁虎》
- 1973年 《七十二家房客》
- 1974年 《舞衣》
- 1974年 《香港73》
- 1974年 《朱門怨》
- 1975年 《新啼笑因緣》
- 1975年 《大劫案》
- 1976年 《辭郎洲》
- 1977年 《白玉老虎》
- 1977年 《明月刀雪夜殲仇》
- 1977年 《三少爺的劍》
- 1977年 《多情劍客無情劍》
- 1978年 《蕭十一郎》
- 1978年 《綉花大盜》
- 1978年 《蝙蝠傳奇》
- 1978年 《倚天屠龍記》
- 1978年 《倚天屠龍記大結局》
- 1979年 《小樓殘夢》
- 1979年 《圓月彎刀》
- 1979年 《絕代雙驕》
- 1979年 《孔雀王朝》
- 1980年 《無翼蝙蝠》
- 1980年 《碟仙》之陰靈
- 1980年 《英雄無淚》
- 1980年 《插翅難飛》
- 1981年 《黑蜥蜴》
- 1981年 《魔劍俠情》
- 1981年 《陸小鳳之決戰前後》
- 1981年 《飛刀又見飛刀》
- 1982年 《浣花洗劍》
- 1982年 《楚留香之幽靈山莊》
- 1983年 《大俠沈勝衣》
- 1984年 《愛奴新傳》
- 1985年 《花心紅杏》
- 1986年 《偶然》
- 1987年 《良宵花弄月》

## 主持節目

### 電台節目
- 1984年：《論盡人生哈哈哈》（香港商業電台商業一台）[49]

### 電視節目
- 1982年：《8218共繽紛》（「中西區之夜」、與汪明荃合作，香港電台）[50]
- 1982年：《龍鳳呈祥賀台慶》（嘉賓評判，無綫電視）
- 1985年：《香港小姐競選》（司儀，無綫電視）[51]
- 1987年：《博愛歡樂傳萬家》（嘉賓司儀，無綫電視）
- 1987年：《全能司儀選拔大賽》（嘉賓司儀，無綫電視）[52]
- 1992年：《媽媽真的愛你》（司儀，與朱江、鄭丹瑞合作，無綫電視）
- 1992年：《巴塞隆拿奧運-群雄論戰》（無綫電視）
- 1992年：《開心都市》（無綫電視）
- 1993年：《新舊歡如夢》（與盧淑儀合作，無綫電視）
- 1994年至1995年：《為食到飛起（與江欣燕、陳淑蘭、李綺虹、區海倫合作，無綫電視）
- 1996年：《共創平等新紀元》（司儀，與潘宗明、黃悅合作，無綫電視）
- 1996年：《幻影仙蹤話聊齋》（與張可頤合作，無綫電視）
- 2001年：《文化廣場》（無綫電視）

## 曾獲獎項
- 1979年：《第二十五届亚洲影展》 - 最佳动作片导演奖（《孔雀王朝》）
- 1998年：《第17屆香港電影金像獎》 - 专业精神奖
- 2018年：《第37屆香港電影金像獎》 - 終身成就獎

## 外部連結
- 楚原在香港影庫上的簡介
- 楚原在互联网电影资料库（IMDb）上的資料（英文）
- 在AllMovie上楚原的頁面（英文）
- 楚原在豆瓣上的资料（简体中文）
- 楚原在时光网上的簡介（简体中文）
- 不講你不知─楚原是梁朝偉恩公，華僑日報，1983年8月15日 （页面存档备份，存于）